# Trafikavdelning
Trafikavdelning är i allmänhet den del av järnvägsadministrationen, som har hand om befordringen och taxeringen av transportföremålen samt dispositionen av vagnmaterielet. 
Inom Statens Järnvägar togs trafikavdelningens angelägenheter hand om av ett flertal byråer. Vid statsbanedistrikten förestods trafikavdelningen av en trafikdirektör. Föreståndaren för trafikavdelningen vid de enskilda järnvägarna benämndes trafikchef eller trafikdirektör.